# Edoardo Toniolo
Edoardo Toniolo, né à Turin le 22 novembre 1907 et mort à Rome le 31 décembre 1986, est un acteur et doubleur italien.

## Biographie
Edoardo Toniolo est né à Turin. Il est le fils des acteurs de théâtre Antonio et Rosa Rosaz. Il fait ses débuts au théâtre dans des rôles secondaires, puis travaille  à la radio. Au milieu des années 1930, il commence à apparaître dans des films, généralement dans des rôles de genre.
Après la Seconde Guerre mondiale, et à la suite de son rôle en tant qu'acteur principal dans le film de Ferruccio Cerio Posto di blocco, Edoardo Toniolo commence à travailler en tant que doubleur. À partir de 1954, il est également  actif dans les téléfilms. Il est parfois crédité comme Edward Douglas.

## Filmographie partielle
- 1934 : Villafranca de Giovacchino Forzano
- 1939 : In campagna è caduta una stella d'Eduardo De Filippo
- 1941 : L'Enfant du meurtre (Giuliano de' Medici) de Ladislas Vajda
- 1941 : Le roi s'amuse de Mario Bonnard
- 1952 : La leggenda del Piave de Riccardo Freda
- 1952 : La Fille du diable (La figlia del diavolo) de Primo Zeglio
- 1954 :
  - Femmes damnées (Donne proibite) de Giuseppe Amato
  - Symphonie inachevée (Sinfonia d’amore) de Glauco Pellegrini
- 1956 :
  - Amours de vacances (Tempo di villeggiatura) d'Antonio Racioppi
  - Londres appelle Pôle Nord (Londra chiama Polo Nord) de Duilio Coletti
  - Sous le signe de la croix (Le schiave di Cartagine) de Guido Brignone
  - Nos plus belles années (I giorni più belli) de Mario Mattoli
  - Le Chevalier de la violence (Giovanni dalle Bande Nere) de Sergio Grieco
- 1957 : La Blonde enjôleuse (La ragazza del palio) de Luigi Zampa
- 1959 : Premier Amour (Primo amore) de Mario Camerini
- 1960 : Petites Femmes et Haute Finance (Anonima cocottes) de Camillo Mastrocinque
- 1961 :
  - Mary la rousse, femme pirate (Le avventure di Mary Read) d'Umberto Lenzi
  - Les Révoltées de l'Albatros (L'Ammutinamento) de Silvio Amadio
- 1962 : Les Sept Gladiateurs (I sette gladiatori) de Pedro Lazaga
- 1966 : Zorro le rebelle (Zorro il ribelle) de Piero Pierotti
- 1969 : Dans l'enfer des sables (Uccidete Rommel) d'Alfonso Brescia
- 1969 - 1970 : D'Artagnan (mini-série TV) de Claude Barma
- 1964 - 1972 : Le inchieste del commissario Maigret de Mario Landi.
- 1972 : A come Andromeda de Vittorio Cottafavi (mini-série télévisée)